# Han Krum, Șumen
Han Krum (în bulgară Хан Крум) este un sat în comuna Veliki Preslav, regiunea Șumen,  Bulgaria. 

## Demografie
Componența etnică a satului Han Krum
     Turci (2,16%)
     Bulgari (93,22%)
     Nicio identificare (4,6%)
     Altele (0%)
La recensământul din 2011, populația satului Han Krum era de 369 locuitori. Din punct de vedere etnic, majoritatea locuitorilor (93,22%) erau bulgari, cu o minoritate de turci (2,16%). Pentru 4,6% din locuitori nu este cunoscută apartenența etnică.